# Sergej Tkač
Sergej Fjodorovič Tkač (ukrajinsky Сергій Федорович Ткач; 15. září 1952 Kiseljovsk – 4. listopadu 2018 Žytomyr) byl ukrajinský sériový vrah. V letech 1984–2005 zavraždil v okolí Dněpropetrovsku minimálně 36 dívek od osmi do osmnácti let, jejichž těla po smrti svlékal a pohlavně zneužíval. Tkač ovšem tvrdil, že počet jeho obětí byl podstatně větší, kolem stovky. Tkač celou tu dobu pracoval jako policejní vyšetřovatel a za jím spáchané vraždy bylo devět lidí neprávem uvězněno – jeden z obžalovaných dokonce spáchal sebevraždu. 
Tkač se přiznal v roce 2005, litoval svých činů a požadoval trest smrti, nicméně byl po rok trvajícím procesu odsouzen na doživotí, i proto, že ne všechny z udávaných vražd se mu podařilo prokázat.
V roce 2015 se ve vězení oženil s o téměř čtyřicet let mladší ženou, která mu dokonce porodila dceru. Žena ho kontaktovala do vězení prostřednictvím dopisu. Z předchozích tří manželství měl další čtyři potomky.
Tkač zemřel na srdeční selhání 4. listopadu 2018 v jedné z žytomyrských věznic ve věku šestašedesáti let. 